# DOS-2

Insignia del Programa Saliut.

DOS-2 así se designa a la estación espacial, lanzada como parte del Programa Saliut, que se perdió por un fallo en el lanzamiento el 29 de julio de 1972, cuando el fallo de la segunda etapa del  vehículo de lanzamiento Protón-K le impidió alcanzar la órbita, cayendo en el Océano Pacífico. La estación, que se había designado como  Saliut 2 (aunque siguiendo la política soviética, al fallar la misión el nombre le fue retirado y asignado a la siguiente misión) era estructuralmente idéntica a la Saliut 1, ya que en realidad era la copia de seguridad de dicha estación
Cuatro equipos de dos cosmonautas fueron formados como tripulación:
- Alexey Leonov and Valeri Kubasov
- Vasily Lazarev and Oleg Makarov
- Aleksei Gubarev and Georgi Grechko
- Pyotr Klimuk and Vitaly Sevastyanov

Mientras que la Saliut 1 fue visitado por dos tripulaciones de tres hombres, (aunque la Soyuz 10 no pudo atracar y nunca llegó a entrar, y la Soyuz 11 atracó, pero murieron en la reentrada al no llevar trajes presurizados), la DOS-2 estaba prevista que fuera visitada por tripulaciones de dos cosmonautas, debido a las modificaciones de la Soyuz 7KT-OK al nuevo modelo Soyuz 7K-T que permitía como tripulación tan solo dos cosmonautas al llevar puestos el traje presurizado. 
Debido a la pérdida de la estación, las tripulaciones fueron trasferidas  al programa DOS-3.